# Srebrinowo
Srebrinowo (bułg. Сребриново) – wieś w południowej Bułgarii, w obwodzie Pazardżik, w gminie Panagjuriszte.
W 1910 roku wieś na stałe zamieszkiwało 301 osób, obecnie wieś zamieszkiwana jest stale przez 14 osób, ale wiele ludzi z Sofii, Pazardżik i Panagjuriszte przyjeżdża tutaj w celach wypoczynkowych.